# لي جنكينز
لي جنكينز (بالإنجليزية: Lee Jenkins)‏ (17 مارس 1961 بويست بروميتش في المملكة المتحدة - ) هو لاعب كرة قدم بريطاني في مركز الوسط. لعب مع أستون فيلا وبرمنغهام سيتي وبورت فايل ونادي روفانييمن بالوسورا وفينبا.

## وصلات خارجية
- لي جنكينز على موقع قاعدة بيانات كرة القدم.إي يو (الإنجليزية)